# Sardinella neglecta
Sardinella neglecta és una espècie de peix de la família dels clupeids i de l'ordre dels clupeïformes.

## Morfologia
- Els mascles poden assolir 13 cm de llargària total.[5][6]

## Alimentació
Menja fitoplàncton.

## Hàbitat
És un peix marí i pelàgic que es troba a àrees de clima tropical (7°N-14°S, 38°E-49°E) fins als 60 m de fondària.

## Distribució geogràfica
Es troba a Somàlia, Kenya i Tanzània.

## Costums
Forma bancs a les aigües costaneres.